# Vedran Smailović

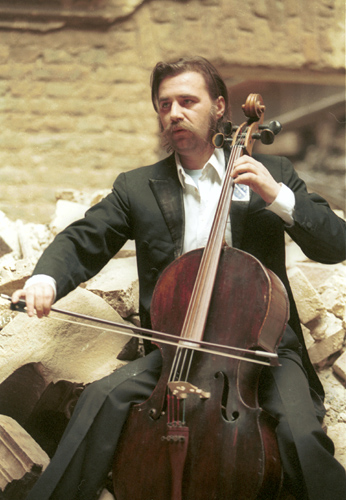
Vedran Smailović, tại Sarajevo, 1992. Ảnh của Mikhail Evstafiev

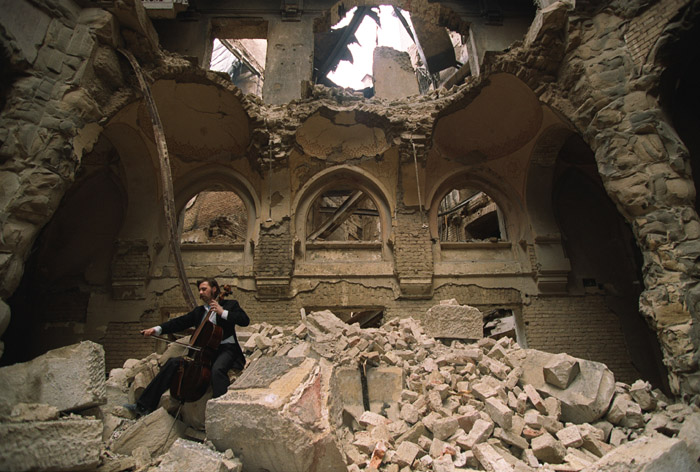
Vedran Smailović chơi đàn xen-lô trong Thư viện Quốc gia đã bị tàn phá năm 1992. Ảnh Mikhail Evstafiev.

Vedran Smailović (sinh ngày 11 tháng 11 năm 1956), được biết đến với tên gọi "Người chơi cello của Sarajevo", là một nhạc sĩ Bosna và Hercegovina.
Ông đã từng chơi trong Dàn nhạc Opera Sarajevo, Sarajevo Philharmonic Orchestra, The Symphony Orchestra RTV Sarajevo và Nhà hát Quốc gia Sarajevo.
Sau khởi đầu của Chiến tranh Bosna, như hàng trăm ngàn thường dân khác phải chịu đựng cuộc bao vây Sarajevo, Vedran Smailović đã sống sót qua mùa đông lạnh giá, sự thiếu thốn nước, lương thực, những đợt pháo kích liên tục và bắn tỉa trên đường phố.
Năm 1992, Smailović đã chơi cello trong suốt 22 ngày để tưởng niệm 22 thường dân bị giết bởi đạn pháo khi đang xếp hàng mua bánh mì ở trung tâm Sarajevo. Hành động này đã gây chú ý cho rất nhiều người trên toàn thế giới. Nhà soạn nhạc David Wilde đã viết một nhạc phẩm độc tấu cho cello mang tên "The cellist of Sarajevo" (Người chơi cello của Sarajevo) để vinh danh Smailović và được chơi và thu âm bởi Yo Yo Ma. Paul Oneil, thành viên của ban nhạc Savatage cũng cho biết hành động can đảm của Smailović là nguồn cảm hứng cho bài hát "Christmas Eve/Sarajevo 12/24" của nhóm này. Ca sĩ nhạc folk John McCutcheon cũng đã viết một bài hát dành tặng ông, với tên gọi "In the Streets of Sarajevo" (Trên những con đường của Sarajevo).
Smailović cũng được biết đến bởi việc nhiều lần biểu diễn miễn phí cho những đám tang dù biết rằng lực lượng Bosna gốc Serbia thường lấy đó làm mục tiêu.
Ông đã trốn thoát khỏi thành phố bị vây hãm vào cuối năm 1993, và từ đó đã tham gia nhiều dự án âm nhạc với vai trò người biểu diễn, sáng tác và nhạc trưởng.
Smailović hiện đang sống ở Bắc Ireland.